# ムピロシン
ムピロシンは商標名のバクトロバンなどで販売されている局所抗生物質であり、皮膚感染症などの伝染性膿痂疹や毛嚢炎の治療に用いられる。さらに、鼻腔内に存在するが症状のないメチシリン耐性黄色ブドウ球菌(MRSA)の治療にも用いられる。10日間以上の使用は菌の耐性の進行が懸念されるため勧められない。用法はクリームまたは軟膏を皮膚に塗布する。
よくある副作用には塗布局所の痒みと発疹、頭痛、吐き気などがあげられる。長期にわたる使用は菌類の増殖に繋がる。妊娠中や授乳期のヒトの使用は安全とされる。ムピロシンはカルボン酸に分類される医薬品である。作用機序は菌のたんぱく質の生成を阻止することにより殺菌剤としての効果がある。
ムピロシンが最初にシュードモナス・フルオレッセンスから抽出されたのは1971年である。世界保健機構の必須医薬品モデルリストに掲載されており、最も効果的で安全な医療制度に必要とされる医薬品である。開発途上国での卸価格は15gのチューブ1本につ約$2.10米ドルである。米国で一貫の治療にかかる費用は$25～$50米ドルである。